# Mb (digramme)
Cette page contient des caractères spéciaux ou non latins. S’ils s’affichent mal (▯, ?, etc.), consultez la page d’aide Unicode.
Pour les articles homonymes, voir MB.
Mb (minuscule mb) est un digramme de l'alphabet latin composé d'un M et d'un B.

## Linguistique
Le digramme Mb est utilisé par diverses langues africaines pour noter les sons représentés par /m͡b/ ou /ᵐb/ dans l'alphabet phonétique international.

## Représentation informatique
À la différence d'autres digrammes, il n'existe aucun encodage du Mb sous la forme d'un seul signe. Il est toujours réalisé en accolant les lettres M et B.